# Eleições legislativas portuguesas de 2002 no distrito de Évora
| Eleições legislativas portuguesas de 2002 Distritos: Aveiro \| Beja \| Braga \| Bragança \| Castelo Branco \| Coimbra \| Évora \| Faro \| Guarda \| Leiria \| Lisboa \| Portalegre \| Porto \| Santarém \| Setúbal \| Viana do Castelo \| Vila Real \| Viseu \| Açores \| Madeira \| Estrangeiro |

## Resultados por Concelho
Os resultados nos concelhos do Distrito de Évora foram os seguintes:

### Alandroal
| Partido                 | Partido                        | Votos | %               | +/-  |
| ----------------------- | ------------------------------ | ----- | --------------- | ---- |
|                         | Partido Socialista             | 1 712 | 46,88 / 100,00  | 0,59 |
|                         | Coligação Democrática Unitária | 1 054 | 28,86 / 100,00  | 3,56 |
|                         | Partido Social Democrata       | 623   | 17,06 / 100,00  | 4,43 |
|                         | Partido Popular                | 110   | 3,01 / 100,00   | 0,57 |
|                         | PCTP/MRPP                      | 55    | 1,51 / 100,00   | 0,97 |
|                         | Outros                         | 55    | 1,50 / 100,00   |      |
| Votos Inválidos         | Votos Inválidos                | 43    | 1,17 / 100,00   | 0,12 |
| Total                   | Total                          | 3 652 | 100,00 / 100,00 |      |
| Eleitorado/Participação | Eleitorado/Participação        | 5 890 | 62,00 / 100,00  | 2,04 |

| Freguesia                              | %     | %     | %     | %    | %    | Votantes |
| Freguesia                              | PS    | CDU   | PSD   | PP   | PCTP | Votantes |
| -------------------------------------- | ----- | ----- | ----- | ---- | ---- | -------- |
| Alandroal (Nossa Senhora da Conceição) | 44,13 | 23,05 | 24,61 | 4,26 | 0,93 | 963      |
| Capelins (Santo António)               | 53,30 | 20,05 | 17,01 | 2,54 | 3,55 | 394      |
| Juromenha                              | 46,24 | 8,60  | 29,03 | 4,30 | 2,15 | 93       |
| Santiago Maior                         | 46,12 | 37,88 | 10,71 | 2,21 | 1,27 | 1 494    |
| São Brás dos Matos (Mina do Bugalho)   | 58,00 | 18,80 | 16,40 | 3,20 | 0    | 250      |
| Terena                                 | 43,67 | 28,82 | 19,87 | 3,06 | 2,40 | 458      |
| Alandroal                              | 46,88 | 28,86 | 17,06 | 3,01 | 1,51 | 3 652    |

### Arraiolos
| Partido                 | Partido                        | Votos | %               | +/-  |
| ----------------------- | ------------------------------ | ----- | --------------- | ---- |
|                         | Partido Socialista             | 1 573 | 36,66 / 100,00  | 0,38 |
|                         | Coligação Democrática Unitária | 1 517 | 35,35 / 100,00  | 3,76 |
|                         | Partido Social Democrata       | 840   | 19,58 / 100,00  | 4,60 |
|                         | Partido Popular                | 118   | 2,75 / 100,00   | 0,31 |
|                         | PCTP/MRPP                      | 73    | 1,70 / 100,00   | 0,14 |
|                         | Bloco de Esquerda              | 62    | 1,44 / 100,00   | 0,23 |
|                         | Outros                         | 30    | 0,82 / 100,00   |      |
| Votos Inválidos         | Votos Inválidos                | 73    | 1,70 / 100,00   | 0,39 |
| Total                   | Total                          | 4 291 | 100,00 / 100,00 |      |
| Eleitorado/Participação | Eleitorado/Participação        | 6 650 | 64,53 / 100,00  | 2,34 |

| Freguesia               | %     | %     | %     | %    | %    | %    | Votantes |
| Freguesia               | PS    | CDU   | PSD   | PP   | PCTP | BE   | Votantes |
| ----------------------- | ----- | ----- | ----- | ---- | ---- | ---- | -------- |
| Arraiolos               | 38,19 | 35,31 | 18,60 | 2,57 | 1,15 | 1,62 | 1 909    |
| Gafanhoeira (São Pedro) | 34,88 | 46,59 | 12,20 | 0,49 | 1,71 | 1,46 | 410      |
| Igrejinha               | 42,00 | 34,61 | 13,60 | 2,86 | 2,86 | 0,95 | 419      |
| Sabugueiro              | 23,13 | 60,59 | 11,40 | 2,61 | 0,65 | 0,33 | 307      |
| Santa Justa             | 33,76 | 44,85 | 8,09  | 0,74 | 3,68 | 2,21 | 136      |
| São Gregório            | 34,68 | 39,92 | 18,15 | 1,61 | 2,82 | 0,81 | 248      |
| Vimieiro                | 36,89 | 18,28 | 33,29 | 4,87 | 2,09 | 1,74 | 862      |
| Arraiolos               | 36,66 | 35,35 | 19,58 | 2,75 | 1,70 | 1,44 | 4 291    |

### Borba
| Partido                 | Partido                        | Votos | %               | +/-  |
| ----------------------- | ------------------------------ | ----- | --------------- | ---- |
|                         | Partido Socialista             | 2 547 | 57,22 / 100,00  | 0,01 |
|                         | Partido Social Democrata       | 926   | 20,80 / 100,00  | 5,24 |
|                         | Coligação Democrática Unitária | 596   | 13,39 / 100,00  | 4,56 |
|                         | Partido Popular                | 163   | 3,66 / 100,00   | 0,17 |
|                         | Bloco de Esquerda              | 65    | 1,46 / 100,00   | 0,36 |
|                         | PCTP/MRPP                      | 59    | 1,33 / 100,00   | 0,86 |
|                         | Outros                         | 41    | 0,92 / 100,00   |      |
| Votos Inválidos         | Votos Inválidos                | 54    | 1,21 / 100,00   | 0,43 |
| Total                   | Total                          | 4 451 | 100,00 / 100,00 |      |
| Eleitorado/Participação | Eleitorado/Participação        | 6 907 | 64,44 / 100,00  | 0,82 |

| Freguesia              | %     | %     | %     | %    | %    | %    | Votantes |
| Freguesia              | PS    | PSD   | CDU   | PP   | BE   | PCTP | Votantes |
| ---------------------- | ----- | ----- | ----- | ---- | ---- | ---- | -------- |
| Borba (Matriz)         | 54,86 | 22,12 | 13,04 | 4,36 | 1,55 | 1,55 | 1 994    |
| Borba (São Bartolomeu) | 54,22 | 23,61 | 13,59 | 4,58 | 1,72 | 0,86 | 699      |
| Orada                  | 61,12 | 11,88 | 20,09 | 1,51 | 0,65 | 2,16 | 463      |
| Rio de Moinhos         | 61,08 | 20,46 | 11,43 | 2,86 | 1,47 | 0,93 | 1 295    |
| Borba                  | 57,22 | 20,80 | 13,39 | 3,66 | 1,46 | 1,33 | 4 451    |

### Estremoz
| Partido                 | Partido                        | Votos  | %               | +/-  |
| ----------------------- | ------------------------------ | ------ | --------------- | ---- |
|                         | Partido Socialista             | 3 560  | 42,91 / 100,00  | 4,53 |
|                         | Partido Social Democrata       | 2 683  | 32,34 / 100,00  | 7,46 |
|                         | Coligação Democrática Unitária | 1 125  | 13,56 / 100,00  | 2,00 |
|                         | Partido Popular                | 451    | 5,44 / 100,00   | 0,68 |
|                         | Bloco de Esquerda              | 155    | 1,87 / 100,00   | 0,50 |
|                         | PCTP/MRPP                      | 97     | 1,17 / 100,00   | 0,48 |
|                         | Outros                         | 70     | 0,86 / 100,00   |      |
| Votos Inválidos         | Votos Inválidos                | 155    | 1,87 / 100,00   | 0,22 |
| Total                   | Total                          | 8 296  | 100,00 / 100,00 |      |
| Eleitorado/Participação | Eleitorado/Participação        | 13 666 | 60,71 / 100,00  | 0,86 |

| Freguesia                 | %     | %     | %     | %    | %    | %    | Votantes |
| Freguesia                 | PS    | PSD   | CDU   | PP   | BE   | PCTP | Votantes |
| ------------------------- | ----- | ----- | ----- | ---- | ---- | ---- | -------- |
| Arcos                     | 46,79 | 27,06 | 15,99 | 4,78 | 0,75 | 1,20 | 669      |
| Estremoz (Santa Maria)    | 36,52 | 38,76 | 12,16 | 6,26 | 2,70 | 0,99 | 3 034    |
| Estremoz (Santo André)    | 39,86 | 38,49 | 8,15  | 7,31 | 2,15 | 0,78 | 1 533    |
| Évora Monte               | 54,78 | 17,31 | 17,05 | 4,65 | 0    | 1,81 | 387      |
| Glória                    | 50,00 | 20,75 | 20,44 | 3,14 | 2,83 | 1,57 | 318      |
| Santa Vitória do Ameixial | 38,87 | 26,25 | 27,24 | 2,33 | 0,33 | 2,66 | 301      |
| Santo Estêvão             | 35,71 | 33,93 | 14,29 | 7,14 | 1,79 | 5,36 | 56       |
| São Bento de Ana Loura    | 18,75 | 18,75 | 56,25 | 6,25 | 0    | 0    | 16       |
| São Bento do Ameixial     | 38,24 | 41,60 | 11,76 | 3,78 | 3,36 | 0,84 | 238      |
| São Bento do Cortiço      | 55,70 | 20,73 | 13,47 | 4,66 | 0,78 | 2,07 | 386      |
| São Domingos de Ana Loura | 44,13 | 14,17 | 31,17 | 4,05 | 1,21 | 0,81 | 247      |
| São Lourenço de Mamporcão | 47,12 | 22,25 | 22,77 | 1,83 | 1,05 | 2,62 | 382      |
| Veiros                    | 57,89 | 27,85 | 6,86  | 4,53 | 0,82 | 0,27 | 729      |
| Estremoz                  | 42,91 | 32,34 | 13,56 | 5,44 | 1,87 | 1,17 | 8 296    |

### Évora
| Partido                 | Partido                        | Votos  | %               | +/-  |
| ----------------------- | ------------------------------ | ------ | --------------- | ---- |
|                         | Partido Socialista             | 12 762 | 44,44 / 100,00  | 3,51 |
|                         | Partido Social Democrata       | 7 866  | 27,39 / 100,00  | 7,47 |
|                         | Coligação Democrática Unitária | 4 879  | 16,99 / 100,00  | 2,49 |
|                         | Partido Popular                | 1 521  | 5,30 / 100,00   | 0,93 |
|                         | Bloco de Esquerda              | 701    | 2,44 / 100,00   | 0,12 |
|                         | Outros                         | 496    | 1,72 / 100,00   |      |
| Votos Inválidos         | Votos Inválidos                | 494    | 1,72 / 100,00   | 0,29 |
| Total                   | Total                          | 28 719 | 100,00 / 100,00 |      |
| Eleitorado/Participação | Eleitorado/Participação        | 45 714 | 62,82 / 100,00  | 0,08 |

| Freguesia                       | %     | %     | %     | %    | %    | Votantes |
| Freguesia                       | PS    | PSD   | CDU   | PP   | BE   | Votantes |
| ------------------------------- | ----- | ----- | ----- | ---- | ---- | -------- |
| Bacelo                          | 48,41 | 23,48 | 16,37 | 5,18 | 3,57 | 3 530    |
| Canaviais                       | 48,91 | 18,68 | 21,23 | 5,25 | 1,95 | 1 333    |
| Évora (Santo Antão)             | 39,63 | 32,74 | 14,30 | 7,68 | 2,12 | 1 133    |
| Évora (São Mamede)              | 45,60 | 27,98 | 13,93 | 6,31 | 2,75 | 1 601    |
| Horta das Figueiras             | 47,79 | 27,13 | 13,55 | 5,52 | 2,95 | 3 388    |
| Malagueira                      | 40,17 | 30,86 | 16,21 | 6,20 | 3,01 | 5 806    |
| Nossa Senhora da Boa Fé         | 22,64 | 25,28 | 43,02 | 2,64 | 0,75 | 265      |
| Nossa Senhora da Graça do Divor | 28,88 | 11,55 | 51,26 | 2,17 | 0,72 | 277      |
| Nossa Senhora da Tourega        | 50,19 | 16,67 | 22,16 | 3,79 | 3,60 | 528      |
| Nossa Senhora de Guadalupe      | 54,89 | 11,65 | 24,06 | 3,76 | 0,38 | 266      |
| Nossa Senhora de Machede        | 44,46 | 11,66 | 35,42 | 2,62 | 0,73 | 686      |
| São Bento do Mato               | 48,03 | 31,43 | 9,93  | 4,49 | 1,90 | 735      |
| São Manços                      | 52,53 | 20,58 | 20,58 | 1,99 | 0,90 | 554      |
| São Miguel de Machede           | 43,04 | 20,33 | 29,85 | 2,01 | 1,28 | 546      |
| São Sebastião da Giesteira      | 62,48 | 12,96 | 19,54 | 1,16 | 0,58 | 517      |
| São Vicente do Pigeiro          | 42,27 | 21,31 | 24,05 | 4,47 | 1,03 | 291      |
| Sé e São Pedro                  | 38,57 | 36,71 | 11,13 | 8,95 | 1,92 | 1 509    |
| Senhora da Saúde                | 43,83 | 33,06 | 12,97 | 4,83 | 2,13 | 5 305    |
| Torre de Coelheiros             | 40,76 | 14,92 | 39,20 | 1,56 | 0,67 | 449      |
| Évora                           | 44,44 | 27,39 | 16,99 | 5,30 | 2,44 | 28 719   |

### Montemor-o-Novo
| Partido                 | Partido                        | Votos  | %               | +/-  |
| ----------------------- | ------------------------------ | ------ | --------------- | ---- |
|                         | Partido Socialista             | 3 845  | 36,21 / 100,00  | 1,32 |
|                         | Coligação Democrática Unitária | 3 707  | 34,91 / 100,00  | 3,02 |
|                         | Partido Social Democrata       | 2 169  | 20,43 / 100,00  | 5,33 |
|                         | Partido Popular                | 317    | 2,99 / 100,00   | 0,86 |
|                         | PCTP/MRPP                      | 170    | 1,60 / 100,00   | 0,45 |
|                         | Bloco de Esquerda              | 166    | 1,56 / 100,00   | 0,46 |
|                         | Outros                         | 85     | 0,80 / 100,00   |      |
| Votos Inválidos         | Votos Inválidos                | 160    | 1,51 / 100,00   | 0,09 |
| Total                   | Total                          | 10 619 | 100,00 / 100,00 |      |
| Eleitorado/Participação | Eleitorado/Participação        | 15 878 | 66,88 / 100,00  | 0,82 |

| Freguesia                 | %     | %     | %     | %    | %    | %    | Votantes |
| Freguesia                 | PS    | CDU   | PSD   | PP   | PCTP | BE   | Votantes |
| ------------------------- | ----- | ----- | ----- | ---- | ---- | ---- | -------- |
| Cabrela                   | 42,09 | 29,84 | 21,83 | 3,12 | 0,89 | 0,45 | 449      |
| Ciborro                   | 62,70 | 20,90 | 11,35 | 0,18 | 1,44 | 1,44 | 555      |
| Cortiçadas                | 21,98 | 44,46 | 21,32 | 3,64 | 3,64 | 0,83 | 605      |
| Foros de Vale de Figueira | 35,51 | 39,87 | 16,08 | 4,02 | 1,84 | 0,50 | 597      |
| Lavre                     | 41,42 | 22,76 | 25,93 | 4,29 | 1,49 | 1,68 | 536      |
| Nossa Senhora da Vila     | 36,53 | 34,37 | 20,55 | 3,38 | 1,32 | 1,72 | 2 959    |
| Nossa Senhora do Bispo    | 36,24 | 30,94 | 24,11 | 3,12 | 1,36 | 2,08 | 3 077    |
| Santiago do Escoural      | 33,54 | 45,33 | 13,13 | 1,54 | 2,15 | 1,33 | 975      |
| São Cristóvão             | 25,65 | 39,62 | 26,70 | 3,32 | 1,57 | 0,70 | 573      |
| Silveiras                 | 24,23 | 59,04 | 10,24 | 1,02 | 2,05 | 2,39 | 293      |
| Montemor-o-Novo           | 36,21 | 34,91 | 20,43 | 2,99 | 1,60 | 1,56 | 10 619   |

### Mora
| Partido                 | Partido                        | Votos | %               | +/-  |
| ----------------------- | ------------------------------ | ----- | --------------- | ---- |
|                         | Partido Socialista             | 1 160 | 34,46 / 100,00  | 1,50 |
|                         | Coligação Democrática Unitária | 1 051 | 31,22 / 100,00  | 2,82 |
|                         | Partido Social Democrata       | 839   | 24,93 / 100,00  | 5,06 |
|                         | Partido Popular                | 113   | 3,36 / 100,00   | 0,45 |
|                         | PCTP/MRPP                      | 60    | 1,78 / 100,00   | 0,43 |
|                         | Bloco de Esquerda              | 38    | 1,13 / 100,00   | 0,15 |
|                         | Outros                         | 36    | 1,08 / 100,00   |      |
| Votos Inválidos         | Votos Inválidos                | 69    | 2,05 / 100,00   | 0,04 |
| Total                   | Total                          | 3 366 | 100,00 / 100,00 |      |
| Eleitorado/Participação | Eleitorado/Participação        | 5 373 | 62,65 / 100,00  | 1,24 |

| Freguesia | %     | %     | %     | %    | %    | %    | Votantes |
| Freguesia | PS    | CDU   | PSD   | PP   | PCTP | BE   | Votantes |
| --------- | ----- | ----- | ----- | ---- | ---- | ---- | -------- |
| Brotas    | 27,94 | 38,64 | 24,28 | 2,35 | 3,13 | 0,78 | 383      |
| Cabeção   | 38,77 | 35,10 | 19,24 | 1,91 | 1,47 | 0,44 | 681      |
| Mora      | 34,25 | 30,75 | 25,36 | 3,82 | 1,44 | 1,38 | 1 597    |
| Pavia     | 34,33 | 24,54 | 29,79 | 4,26 | 2,13 | 1,42 | 705      |
| Mora      | 34,46 | 31,22 | 24,93 | 3,36 | 1,78 | 1,13 | 3 366    |

### Mourão
| Partido                 | Partido                        | Votos | %               | +/-   |
| ----------------------- | ------------------------------ | ----- | --------------- | ----- |
|                         | Partido Socialista             | 845   | 52,32 / 100,00  | 7,58  |
|                         | Partido Social Democrata       | 539   | 33,37 / 100,00  | 10,83 |
|                         | Coligação Democrática Unitária | 97    | 6,01 / 100,00   | 2,07  |
|                         | Partido Popular                | 70    | 4,33 / 100,00   | 0,65  |
|                         | Outros                         | 34    | 2,11 / 100,00   |       |
| Votos Inválidos         | Votos Inválidos                | 30    | 1,85 / 100,00   | 0,28  |
| Total                   | Total                          | 1 615 | 100,00 / 100,00 |       |
| Eleitorado/Participação | Eleitorado/Participação        | 2 637 | 61,24 / 100,00  | 0,43  |

| Freguesia | %     | %     | %    | %    | Votantes |
| Freguesia | PS    | PSD   | CDU  | PP   | Votantes |
| --------- | ----- | ----- | ---- | ---- | -------- |
| Granja    | 61,02 | 26,39 | 5,81 | 2,42 | 413      |
| Luz       | 29,88 | 64,32 | 2,90 | 0,83 | 241      |
| Mourão    | 54,21 | 28,62 | 6,87 | 6,04 | 961      |
| Mourão    | 52,32 | 33,37 | 6,01 | 4,33 | 1 615    |

### Portel
| Partido                 | Partido                        | Votos | %               | +/-  |
| ----------------------- | ------------------------------ | ----- | --------------- | ---- |
|                         | Partido Socialista             | 1 708 | 45,47 / 100,00  | 1,54 |
|                         | Coligação Democrática Unitária | 1 238 | 32,96 / 100,00  | 4,76 |
|                         | Partido Social Democrata       | 543   | 14,46 / 100,00  | 3,57 |
|                         | Partido Popular                | 88    | 2,34 / 100,00   | 0,57 |
|                         | PCTP/MRPP                      | 77    | 2,05 / 100,00   | 0,57 |
|                         | Outros                         | 59    | 1,57 / 100,00   |      |
| Votos Inválidos         | Votos Inválidos                | 43    | 1,15 / 100,00   | 0,45 |
| Total                   | Total                          | 3 756 | 100,00 / 100,00 |      |
| Eleitorado/Participação | Eleitorado/Participação        | 6 290 | 59,71 / 100,00  | 1,00 |

| Freguesia                 | %     | %     | %     | %    | %    | Votantes |
| Freguesia                 | PS    | CDU   | PSD   | PP   | PCTP | Votantes |
| ------------------------- | ----- | ----- | ----- | ---- | ---- | -------- |
| Alqueva                   | 60,70 | 29,69 | 4,80  | 0,44 | 1,75 | 229      |
| Amieira                   | 31,03 | 52,87 | 9,20  | 2,30 | 1,92 | 261      |
| Monte do Trigo            | 39,59 | 39,59 | 15,62 | 2,68 | 1,58 | 634      |
| Oriola                    | 51,72 | 31,80 | 9,20  | 2,30 | 2,30 | 261      |
| Portel                    | 45,47 | 28,62 | 18,61 | 2,50 | 1,96 | 1 478    |
| Santana                   | 51,07 | 27,22 | 13,46 | 3,67 | 1,83 | 327      |
| São Bartolomeu do Outeiro | 51,23 | 30,25 | 9,26  | 1,23 | 3,40 | 324      |
| Vera Cruz                 | 40,08 | 36,36 | 14,88 | 2,07 | 2,48 | 242      |
| Portel                    | 45,47 | 32,96 | 14,46 | 2,34 | 2,05 | 3 756    |

### Redondo
| Partido                 | Partido                        | Votos | %               | +/-  |
| ----------------------- | ------------------------------ | ----- | --------------- | ---- |
|                         | Partido Socialista             | 1 358 | 38,19 / 100,00  | 7,49 |
|                         | Partido Social Democrata       | 931   | 26,18 / 100,00  | 9,17 |
|                         | Coligação Democrática Unitária | 817   | 22,98 / 100,00  | 1,49 |
|                         | Partido Popular                | 210   | 5,91 / 100,00   | 0,31 |
|                         | Bloco de Esquerda              | 87    | 2,45 / 100,00   | 0,73 |
|                         | PCTP/MRPP                      | 61    | 1,72 / 100,00   | 0,84 |
|                         | Outros                         | 31    | 0,87 / 100,00   |      |
| Votos Inválidos         | Votos Inválidos                | 61    | 1,72 / 100,00   | 0,11 |
| Total                   | Total                          | 3 556 | 100,00 / 100,00 |      |
| Eleitorado/Participação | Eleitorado/Participação        | 6 451 | 55,12 / 100,00  | 1,79 |

| Freguesia | %     | %     | %     | %    | %    | %    | Votantes |
| Freguesia | PS    | PSD   | CDU   | PP   | BE   | PCTP | Votantes |
| --------- | ----- | ----- | ----- | ---- | ---- | ---- | -------- |
| Montoito  | 37,13 | 20,13 | 34,75 | 2,50 | 1,13 | 2,38 | 800      |
| Redondo   | 38,50 | 27,94 | 19,56 | 6,89 | 2,83 | 1,52 | 2 756    |
| Redondo   | 38,19 | 26,18 | 22,98 | 5,91 | 2,45 | 1,72 | 3 556    |

### Reguengos de Monsaraz
| Partido                 | Partido                        | Votos | %               | +/-  |
| ----------------------- | ------------------------------ | ----- | --------------- | ---- |
|                         | Partido Socialista             | 2 712 | 51,46 / 100,00  | 6,89 |
|                         | Partido Social Democrata       | 1 482 | 28,12 / 100,00  | 9,00 |
|                         | Coligação Democrática Unitária | 608   | 11,54 / 100,00  | 1,36 |
|                         | Partido Popular                | 195   | 3,70 / 100,00   | 0,29 |
|                         | Bloco de Esquerda              | 80    | 1,52 / 100,00   | 0,43 |
|                         | PCTP/MRPP                      | 71    | 1,35 / 100,00   | 0,22 |
|                         | Outros                         | 47    | 0,88 / 100,00   |      |
| Votos Inválidos         | Votos Inválidos                | 75    | 1,42 / 100,00   | 0,56 |
| Total                   | Total                          | 5 270 | 100,00 / 100,00 |      |
| Eleitorado/Participação | Eleitorado/Participação        | 9 242 | 57,02 / 100,00  | 1,38 |

| Freguesia             | %     | %     | %     | %    | %    | %    | Votantes |
| Freguesia             | PS    | PSD   | CDU   | PP   | BE   | PCTP | Votantes |
| --------------------- | ----- | ----- | ----- | ---- | ---- | ---- | -------- |
| Campinho              | 56,25 | 19,58 | 16,25 | 1,67 | 1,04 | 2,50 | 480      |
| Campo                 | 61,56 | 24,37 | 7,79  | 1,51 | 0,75 | 1,51 | 398      |
| Corval                | 56,88 | 20,31 | 15,33 | 2,23 | 1,31 | 1,83 | 763      |
| Monsaraz              | 61,86 | 20,87 | 9,11  | 4,55 | 0,19 | 1,33 | 527      |
| Reguengos de Monsaraz | 46,32 | 33,08 | 10,77 | 4,51 | 1,97 | 1,03 | 3 102    |
| Reguengos de Monsaraz | 51,46 | 28,12 | 11,54 | 3,70 | 1,52 | 1,35 | 5 270    |

### Vendas Novas
| Partido                 | Partido                        | Votos  | %               | +/-     |
| ----------------------- | ------------------------------ | ------ | --------------- | ------- |
|                         | Partido Socialista             | 2 169  | 33,86 / 100,00  | 2,72    |
|                         | Partido Social Democrata       | 1 781  | 27,81 / 100,00  | 5,99    |
|                         | Coligação Democrática Unitária | 1 685  | 26,31 / 100,00  | 3,91    |
|                         | Partido Popular                | 398    | 6,21 / 100,00   | 0,65    |
|                         | Bloco de Esquerda              | 102    | 1,59 / 100,00   | 0,33    |
|                         | PCTP/MRPP                      | 86     | 1,34 / 100,00   | 0,19    |
|                         | Outros                         | 56     | 0,88 / 100,00   |         |
| Votos Inválidos         | Votos Inválidos                | 128    | 2,00 / 100,00   | Estável |
| Total                   | Total                          | 6 405  | 100,00 / 100,00 |         |
| Eleitorado/Participação | Eleitorado/Participação        | 10 178 | 62,93 / 100,00  | 0,52    |

| Freguesia    | %     | %     | %     | %    | %    | %    | Votantes |
| Freguesia    | PS    | PSD   | CDU   | PP   | BE   | PCTP | Votantes |
| ------------ | ----- | ----- | ----- | ---- | ---- | ---- | -------- |
| Landeira     | 38,46 | 20,17 | 34,10 | 2,29 | 1,25 | 1,04 | 481      |
| Vendas Novas | 33,49 | 28,43 | 25,68 | 6,53 | 1,62 | 1,37 | 5 924    |
| Vendas Novas | 33,86 | 27,81 | 26,31 | 6,21 | 1,59 | 1,34 | 6 405    |

### Viana do Alentejo
| Partido                 | Partido                        | Votos | %               | +/-  |
| ----------------------- | ------------------------------ | ----- | --------------- | ---- |
|                         | Partido Socialista             | 1 023 | 38,69 / 100,00  | 1,99 |
|                         | Coligação Democrática Unitária | 791   | 29,92 / 100,00  | 3,56 |
|                         | Partido Social Democrata       | 556   | 21,03 / 100,00  | 6,67 |
|                         | Partido Popular                | 80    | 3,03 / 100,00   | 0,64 |
|                         | PCTP/MRPP                      | 55    | 2,08 / 100,00   | 0,87 |
|                         | Bloco de Esquerda              | 42    | 1,59 / 100,00   | 0,47 |
|                         | Outros                         | 22    | 0,83 / 100,00   |      |
| Votos Inválidos         | Votos Inválidos                | 75    | 2,84 / 100,00   | 0,50 |
| Total                   | Total                          | 2 644 | 100,00 / 100,00 |      |
| Eleitorado/Participação | Eleitorado/Participação        | 4 871 | 54,28 / 100,00  | 1,71 |

| Freguesia         | %     | %     | %     | %    | %    | %    | Votantes |
| Freguesia         | PS    | CDU   | PSD   | PP   | PCTP | BE   | Votantes |
| ----------------- | ----- | ----- | ----- | ---- | ---- | ---- | -------- |
| Aguiar            | 29,19 | 59,09 | 4,55  | 0,96 | 2,39 | 1,20 | 418      |
| Alcáçovas         | 36,34 | 26,92 | 25,18 | 3,99 | 2,25 | 0,82 | 977      |
| Viana do Alentejo | 43,71 | 22,50 | 23,30 | 2,96 | 1,84 | 2,32 | 1 249    |
| Viana do Alentejo | 38,69 | 29,92 | 21,03 | 3,03 | 2,08 | 1,59 | 2 644    |

### Vila Viçosa
| Partido                 | Partido                        | Votos | %               | +/-  |
| ----------------------- | ------------------------------ | ----- | --------------- | ---- |
|                         | Partido Socialista             | 1 933 | 44,11 / 100,00  | 3,45 |
|                         | Partido Social Democrata       | 1 254 | 28,62 / 100,00  | 6,47 |
|                         | Coligação Democrática Unitária | 658   | 15,02 / 100,00  | 2,54 |
|                         | Partido Popular                | 337   | 7,69 / 100,00   | 0,89 |
|                         | PCTP/MRPP                      | 55    | 1,26 / 100,00   | 0,32 |
|                         | Bloco de Esquerda              | 50    | 1,14 / 100,00   | 0,26 |
|                         | Outros                         | 35    | 0,80 / 100,00   |      |
| Votos Inválidos         | Votos Inválidos                | 60    | 1,37 / 100,00   | 0,34 |
| Total                   | Total                          | 4 382 | 100,00 / 100,00 |      |
| Eleitorado/Participação | Eleitorado/Participação        | 7 417 | 59,08 / 100,00  | 2,53 |

| Freguesia                    | %     | %     | %     | %     | %    | %    | Votantes |
| Freguesia                    | PS    | PSD   | CDU   | PP    | PCTP | BE   | Votantes |
| ---------------------------- | ----- | ----- | ----- | ----- | ---- | ---- | -------- |
| Bencatel                     | 42,22 | 17,02 | 32,92 | 3,70  | 1,90 | 0,56 | 893      |
| Ciladas                      | 52,68 | 21,25 | 13,04 | 8,39  | 2,14 | 0,54 | 560      |
| Pardais                      | 61,07 | 22,86 | 9,29  | 2,50  | 2,14 | 0,71 | 280      |
| Vila Viçosa (Conceição)      | 42,54 | 32,97 | 11,18 | 8,63  | 0,83 | 1,20 | 1 923    |
| Vila Viçosa (São Bartolomeu) | 37,47 | 39,26 | 6,89  | 11,57 | 0,55 | 2,34 | 726      |
| Vila Viçosa                  | 44,11 | 28,62 | 15,02 | 7,69  | 1,26 | 1,14 | 4 382    |